# Delairea odorata
A Delairea odorata a fészkesvirágzatúak (Asterales) rendjébe és az őszirózsafélék (Asteraceae) családjába tartozó faj.
Nemzetségének az egyetlen faja.

## Rendszertani besorolása
A Delairea odoratát, korábban az aggófüvek (Senecio) nemzetségbe sorolták Senecio mikanioides néven.

## Előfordulása
A Delairea odorata eredeti előfordulási területe Dél-Afrikában van. A következő országokban találhatók meg a természetes állományai: Botswana, a Dél-afrikai Köztársaság, Lesotho és Namíbia. Ausztráliába, Európa nyugati és déli részeire, valamint az Amerikai Egyesült Államok nyugati partjára és Montana államba betelepítették ezt a növényfajt.
Azokon a helyeken, ahová betelepítették, inváziós fajnak bizonyult.

## Képek

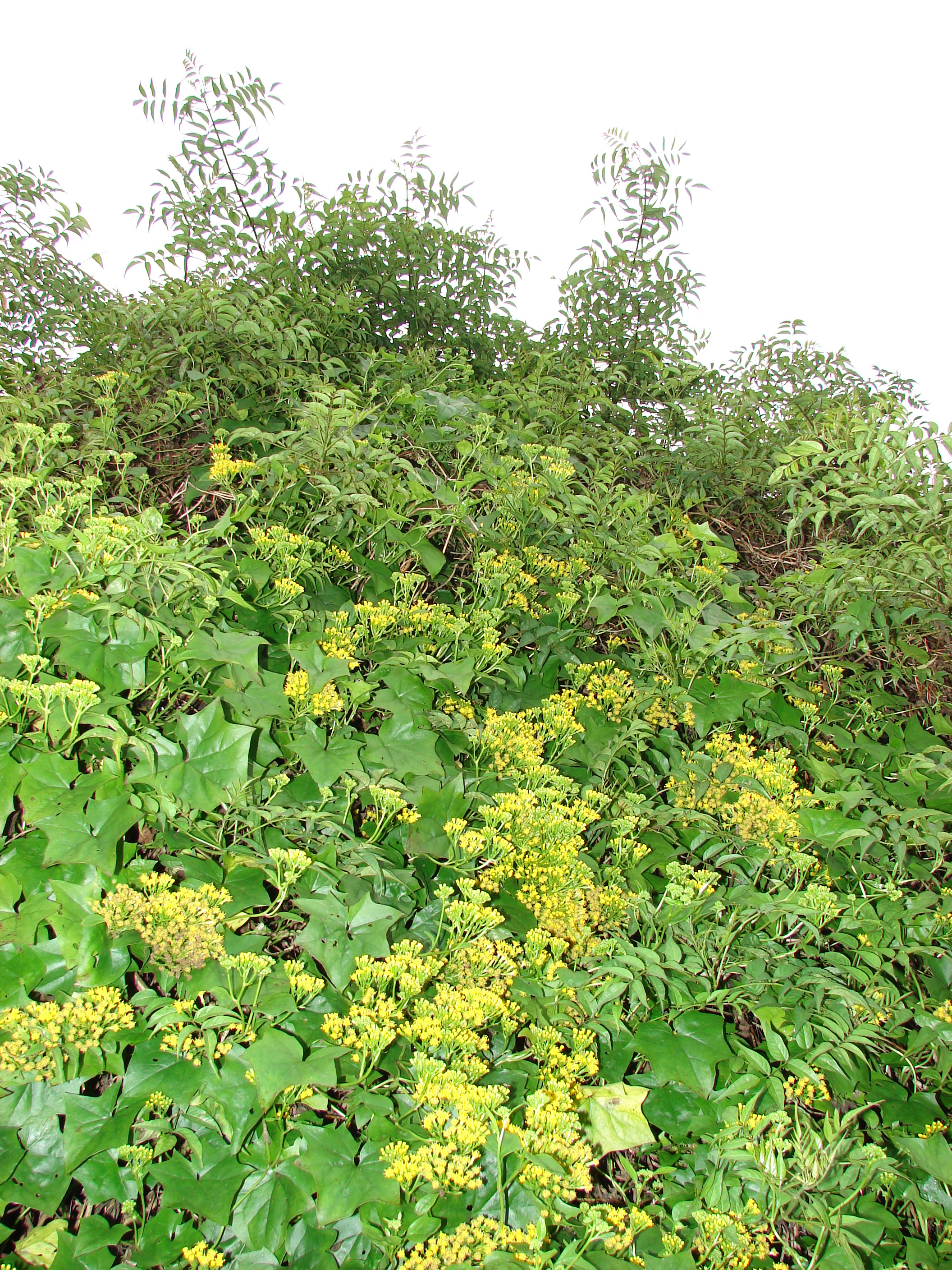
A jól
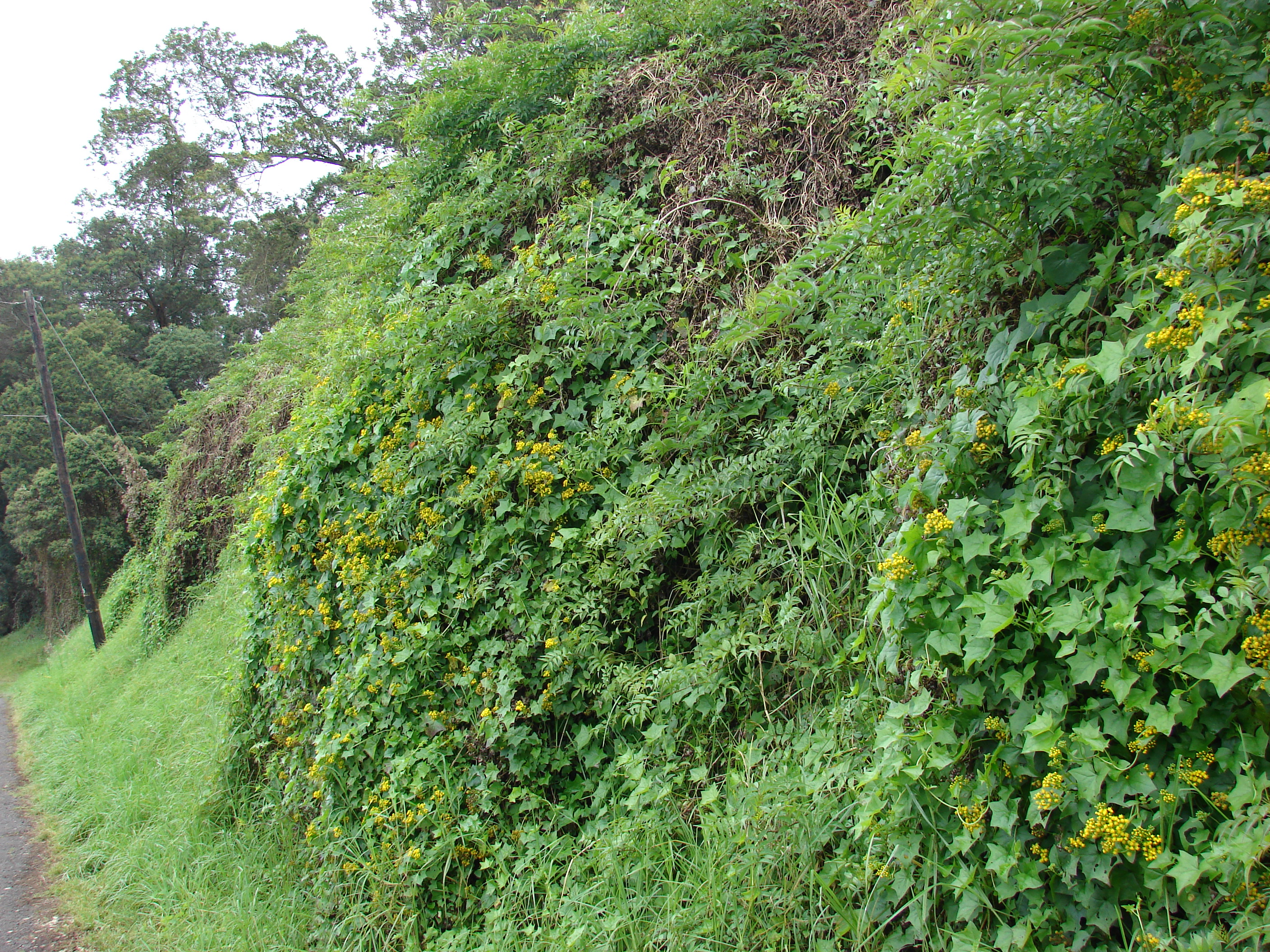
terjedő
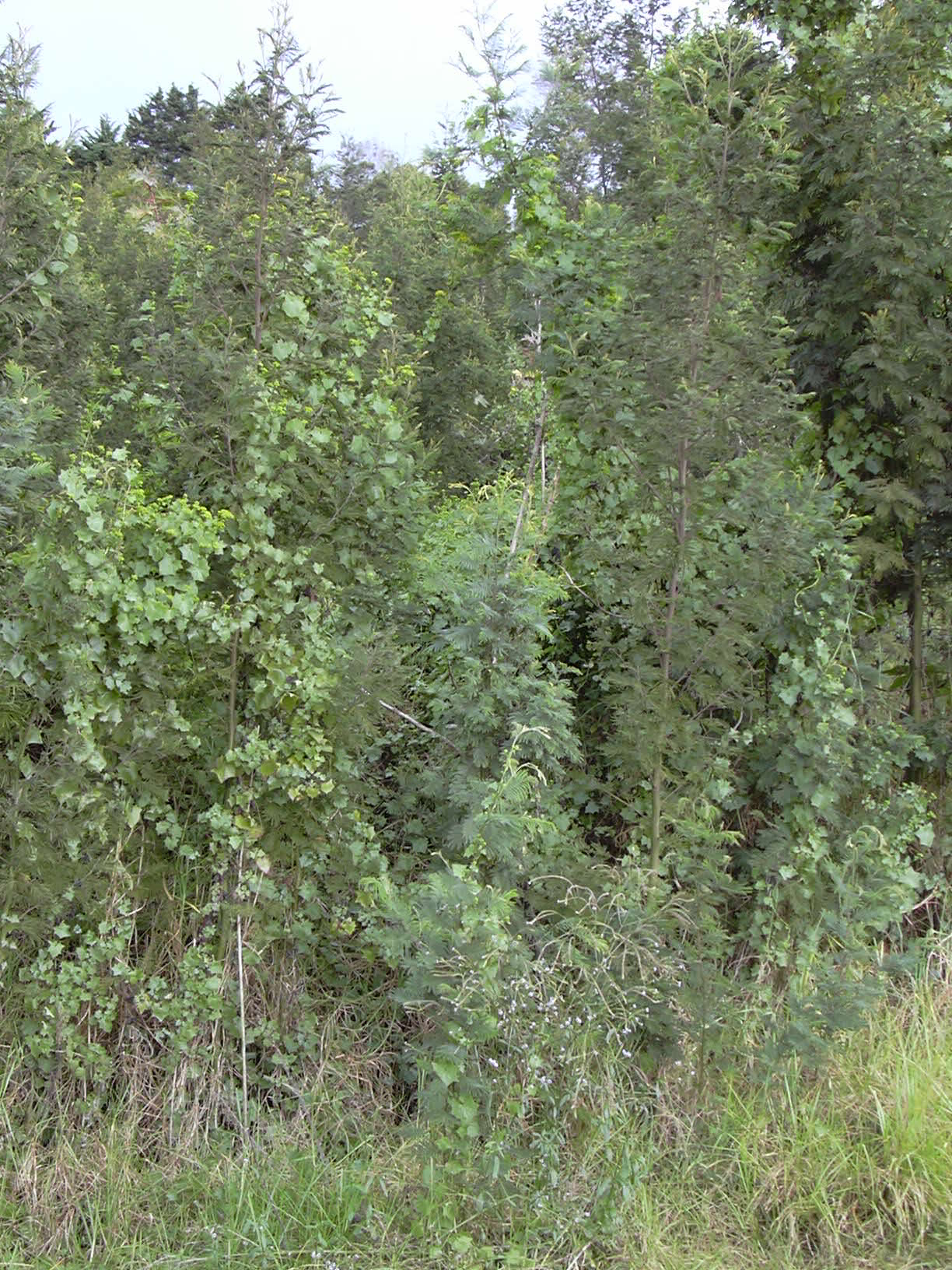
növény
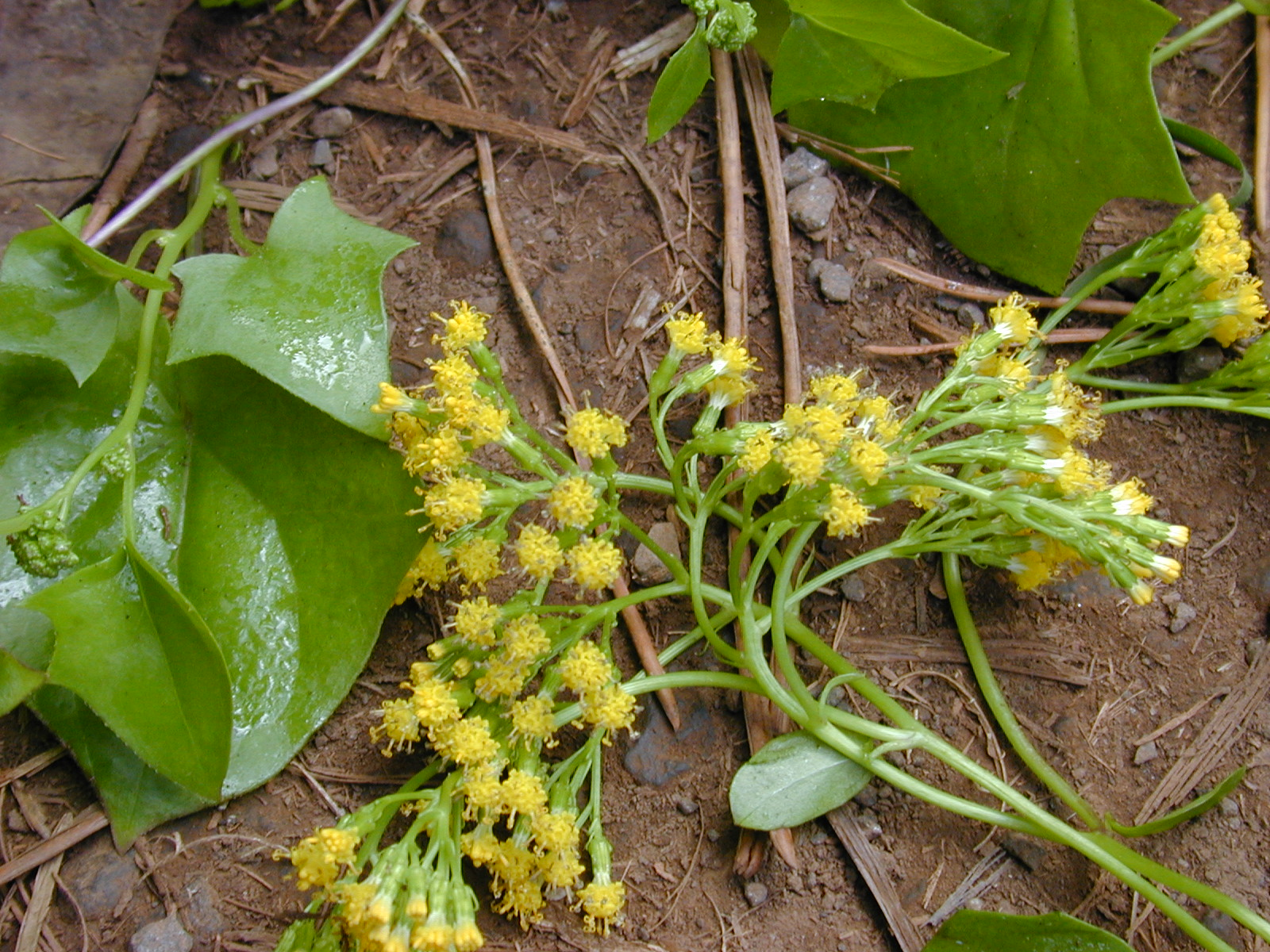
Virágai
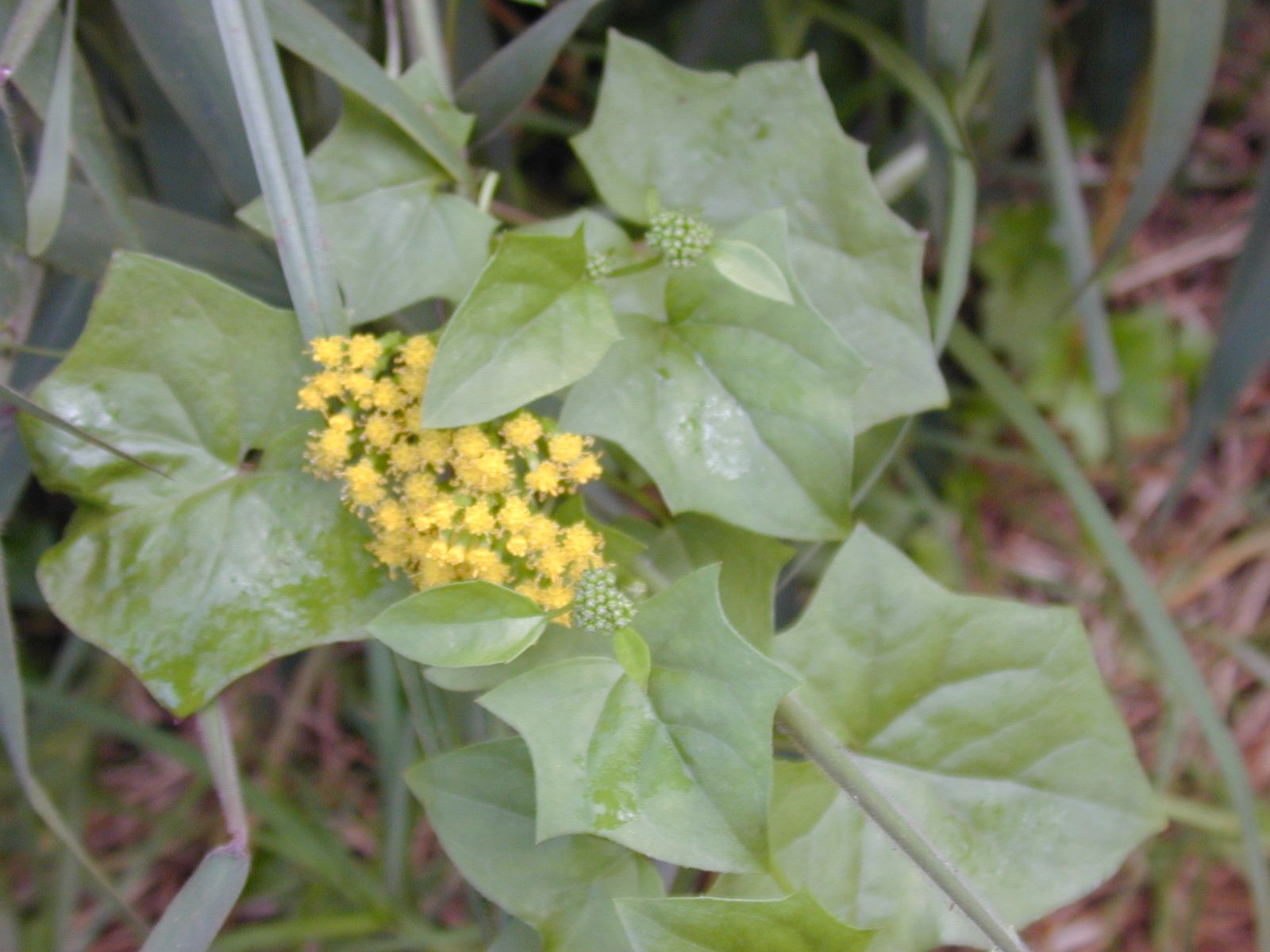
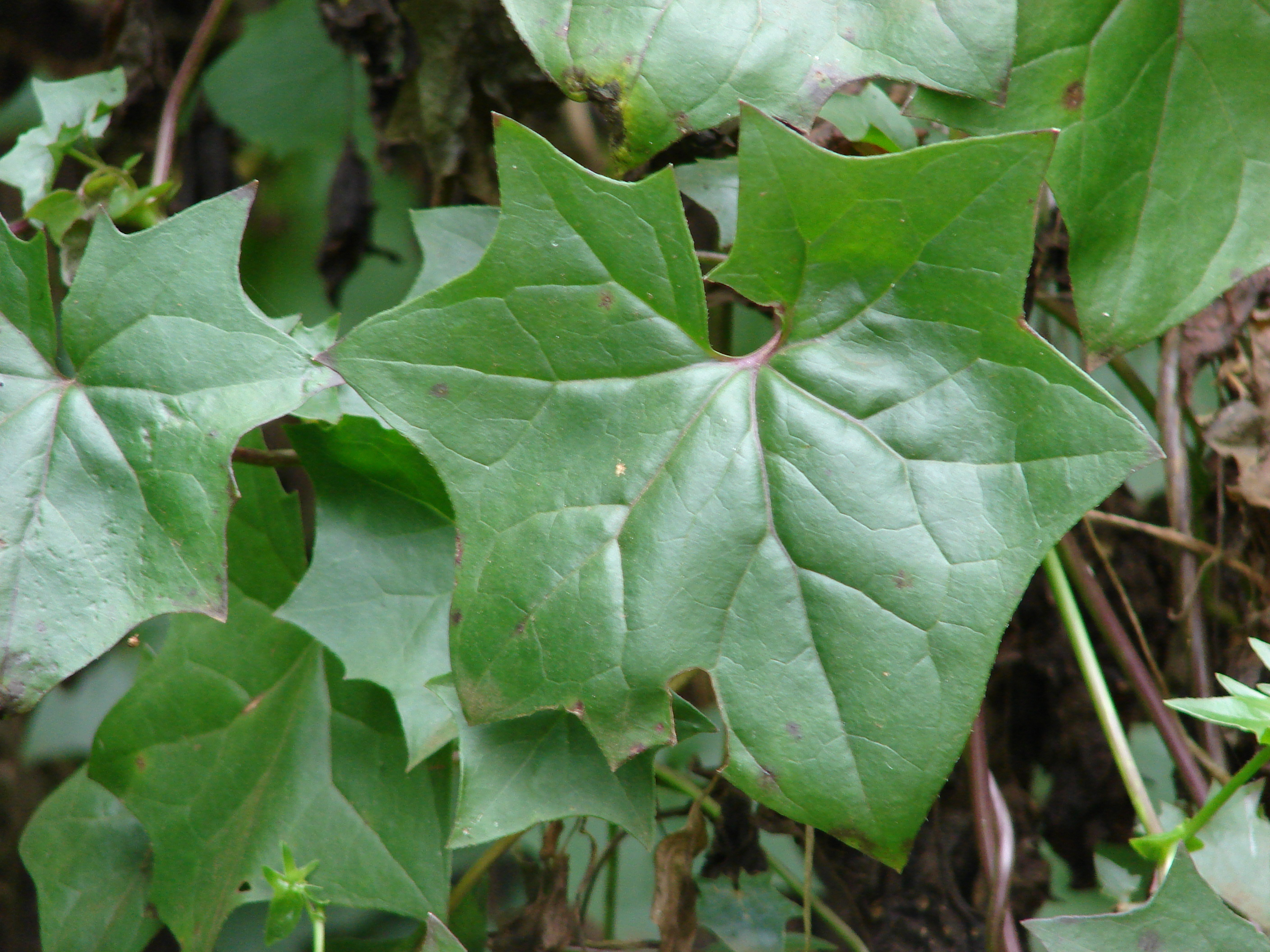
Levelei
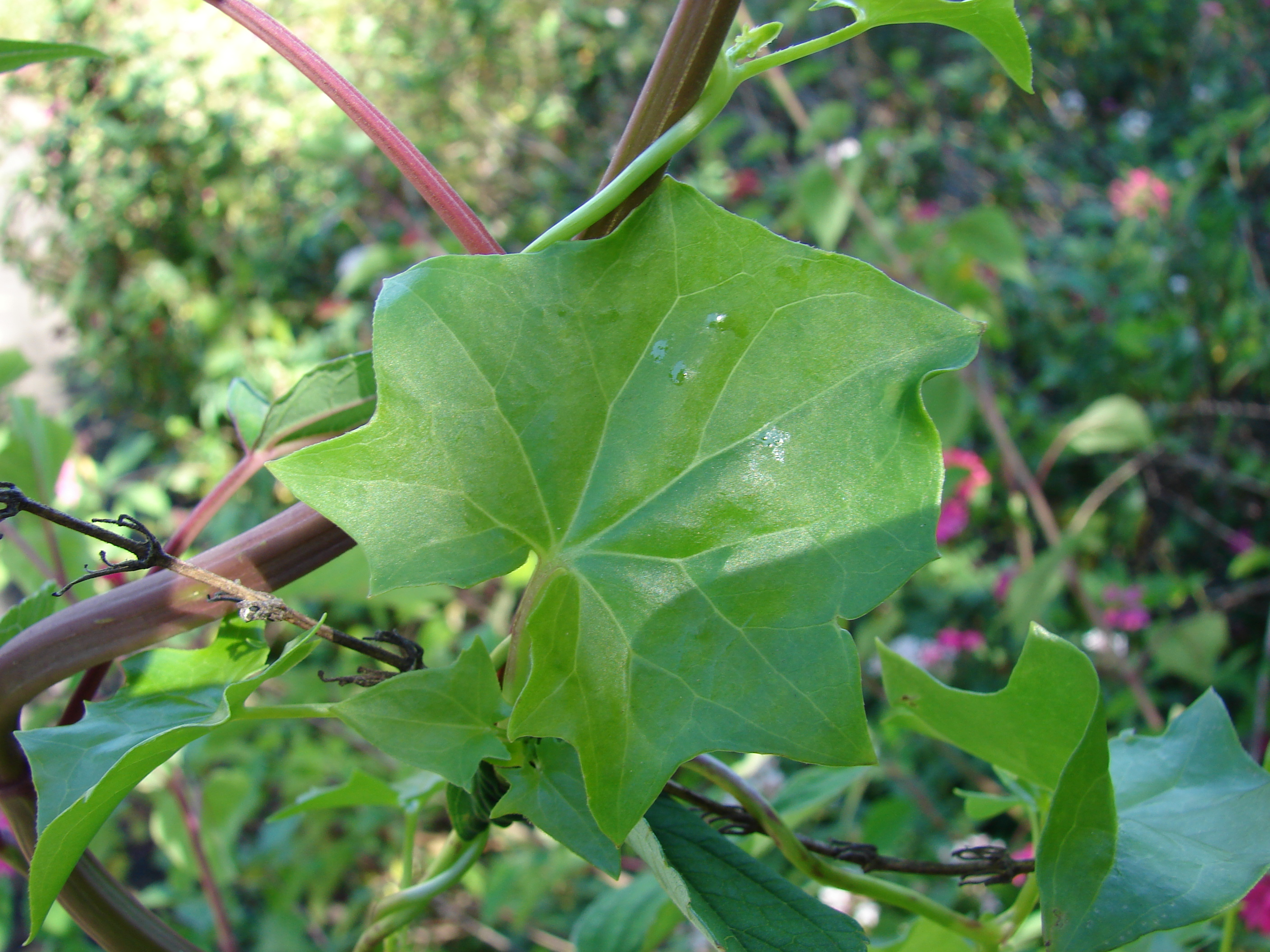
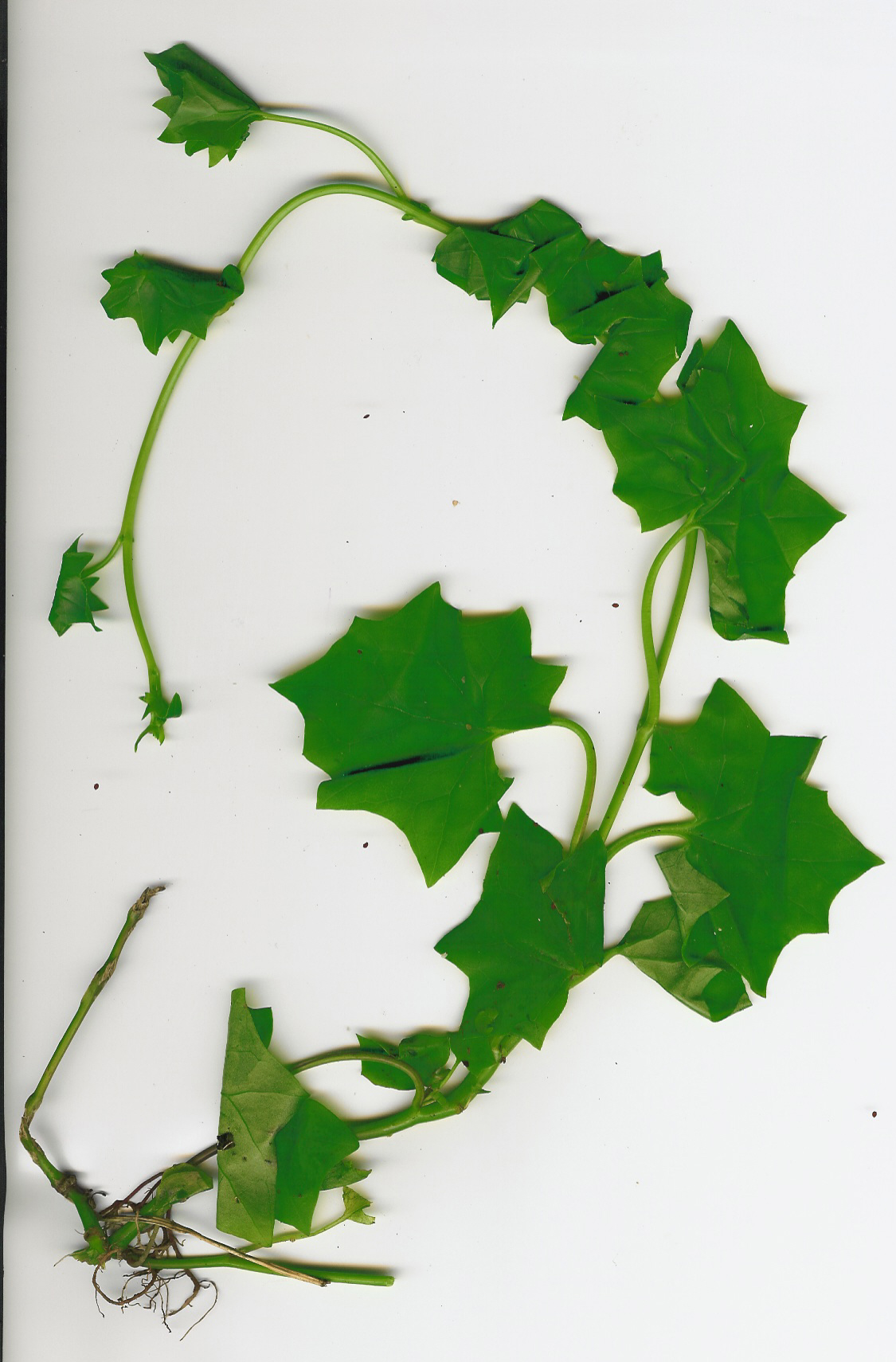
Leszakított szár